# Verchain-Maugré British Cemetery
Le cimetière «  Verchain-Maugré British Cemetery » est un cimetière militaire  de la Première Guerre mondiale situé sur le territoire de la commune de Verchain-Maugré, Nord. 

## Localisation
Ce cimetière est situé à la sortie nord-ouest du village, un peu à l'écart de la route menant à Monchaux-sur-Écaillon.

## Historique
Occupé dès la fin août 1914 par les troupes allemandes, le village  est resté  loin du front jusqu'au 24 octobre 1918, date à laquelle il a été repris par les troupes britanniques  après de violents affrontements . Ce cimetière a été créé à cette date pour inhumer les soldats britanniques tombés lors des combats, le 24 octobre 1918 pour la plupart.

## Caractéristique
Le cimetière contient 110 sépultures datant de la Première Guerre mondiale.

## Sépultures
| Pays        | Sépultures |
| ----------- | ---------- |
| Royaume-Uni | 109        |
| Canada      | 1          |
| Total       | 110        |

### Liens Externes
http://www.inmemories.com/Cemeteries/verchain.htm